# Municipio San Antonio de Esmoruco
Das Municipio San Antonio de Esmoruco ist ein Verwaltungsbezirk im Departamento Potosí im südamerikanischen Anden-Staat Bolivien.

## Lage im Nahraum
Das Municipio San Antonio de Esmoruco ist eins der drei Municipios in der Provinz Sur Lípez. Es grenzt im Norden und Westen an das Municipio San Pablo de Lípez, im Südosten und Osten an die Republik Argentinien und im Nordosten an das Municipio Mojinete. Es erstreckt sich über eine Länge von etwa 90 Kilometern und eine mittlere Breite von rund 50 Kilometern von Nordost nach Südwest.
Der zentrale Ort des Municipios ist San Antonio de Esmoruco mit 993 Einwohnern (Volkszählung 2012) im nordöstlichen Teil des Municipios.

## Geographie
Das Municipio San Antonio liegt auf dem bolivianischen Altiplano zwischen den Anden-Gebirgsketten der Cordillera Occidental im Westen und der Cordillera de Lípez im Osten. Das Klima der Region ist arid und weist ein Tageszeitenklima auf.
Die mittlere Jahrestemperatur der Region liegt bei 6 °C (siehe Klimadiagramm San Pablo), mit einem Monatsdurchschnittswert von knapp 1 °C im Juli und 8 °C von Dezember bis Februar. Der Jahresniederschlag beträgt niedrige 170 mm, wobei die Monate April bis Oktober nahezu niederschlagsfrei sind. Nur von November bis März fallen nennenswerte Niederschläge, mit einem Maximum von 45 mm Monatsniederschlag im Januar.

## Bevölkerung
Die Einwohnerzahl des Municipios ist in den vergangenen drei Jahrzehnten um drei Viertel angestiegen:
| Jahr | Einwohner | Quelle       |
| ---- | --------- | ------------ |
| 1992 | 1109      | Volkszählung |
| 2001 | 1666      | Volkszählung |
| 2012 | 2284      | Volkszählung |
| 2024 | 1941      | Volkszählung |

Die Bevölkerungsdichte des Municipio bei der Volkszählung 2012 betrug 0,8 Einwohner/km², der Anteil der städtischen Bevölkerung ist 0 Prozent. Der Anteil der unter 15-Jährigen an der Bevölkerung beträgt 48,3 Prozent.
Der Alphabetisierungsgrad bei den über 19-Jährigen beträgt 79 Prozent, und zwar 94 Prozent bei Männern und 64 Prozent bei Frauen. Wichtigste Sprache mit einem Anteil von 98 Prozent ist Quechua, 87 Prozent der Bevölkerung sprechen Spanisch. 92 Prozent der Bevölkerung sind katholisch, 6 Prozent evangelisch.
Die Lebenserwartung der Neugeborenen liegt bei 59 Jahren. 99,6 Prozent der Bevölkerung haben keinen Zugang zu Elektrizität, 92 Prozent leben ohne sanitäre Einrichtung.

## Politik
Ergebnis der Regionalwahlen (concejales del municipio) vom 4. April 2010:
| Wahl- berechtigte |  | Wahl- beteiligung | gültige Stimmen |  | MSM    | MAS-IPSP |
| ----------------- |  | ----------------- | --------------- |  | ------ | -------- |
| 664               |  | 584               | 433             |  | 218    | 215      |
|                   |  | 88,0 %            | 74,1 %          |  | 50,3 % | 49,7 %   |

Ergebnis der Regionalwahlen (elecciones de autoridades políticas) vom 7. März 2021:
| Wahl- berechtigte |  | Wahl- beteiligung | gültige Stimmen |  | MAS-IPSP | M.O.P.  | AS     | PAN-BOL |
| ----------------- |  | ----------------- | --------------- |  | -------- | ------- | ------ | ------- |
| 761               |  | 624               | 501             |  | 372      | 77      | 29     | 8       |
|                   |  | 82,00 %           | 80,29 %         |  | 7425 %   | 15,37 % | 5,79 % | 1,60 %  |

## Gliederung
Das Municipio unterteilt sich nicht weiter in Kantone (cantones).

## Ortschaften im Municipio San Antonio de Esmoruco
- San Antonio de Esmoruco 993 Einw. – Río Mojón 579 Einw. – Guadalupe 304 Einw.